# Ko Matsubara
Ko Matsubara (松原 后 Matsubara Ko?, Shizuoka, 30 de agosto de 1996) es un futbolista japonés que juega como defensa en el Júbilo Iwata de la J2 League.

## Trayectoria

### Clubes
| Club                      | País    | Año       |
| ------------------------- | ------- | --------- |
| Shimizu S-Pulse           | Japón   | 2015-2019 |
| J. League sub-22 (cedido) | Japón   | 2015      |
| Sint-Truidense            | Bélgica | 2020-2022 |
| Júbilo Iwata              | Japón   | 2022-     |